# Мавритания на Паралимпийских играх
Мавритания на Паралимпийских играх впервые приняла участие в 2000 году на летних Играх в Сиднее (не участвовали в Играх 2008, 2016, 2020 годов). На зимних Играх делегация Мавритании участия пока не принимала. Медалей на Играх спортсмены Мавритании пока не завоевали.